# Lannion
Lannion (en bretó, Lannuon) és un municipi francès, situat al departament de Costes del Nord i a la regió de Bretanya, capital econòmica del Bro Dreger. El 1961 va aplegar les comunes de Lannion, Brélévenez, Buhulien, Loguivy-lès-Lannion i Servel. El consell municipal ha aprovat la carta Ya d'ar brezhoneg.

## Demografia
| 1962                                       | 1968   | 1975   | 1982   | 1990   | 1999   |
| ------------------------------------------ | ------ | ------ | ------ | ------ | ------ |
| 9.479                                      | 12.535 | 16.867 | 16.641 | 16.958 | 18.368 |
| Des de 1962: població sense dobles comptes |        |        |        |        |        |

## Llengua bretona
- El consell municipal va aprovar la carta Ya d'ar brezhoneg el 23 d'octubre de 2006.
- Al començament del curs escolar 2008-2009, uns 362 alumnes (5,32% dels escolaritzats) foren escolaritzats en sistema escolar bilingüe o en immersió. El 12,2% dels infants del municipi són inscrits en la primària bilingüe[1]

## Agermanaments
- Viveiro
- Caerphilly
- Günzburg

## Administració
| Període   | Identitat          | Partit                |
| --------- | ------------------ | --------------------- |
| 1929-1943 | Edgar de Kergariou | Radicals independents |
| 1971-1977 | Pierre Marzin      | GD                    |
| 1977-1983 | Pierre Jagoret     | PS                    |
| 1983-1989 | Yves Nedelec       | RPR                   |
| 1989-2008 | Alain Gouriou      | PS                    |
| 2008-     | Christian Marquet  | PS                    |

## Personatges il·lustres
- Fañch Broudig, president d'Emgleo Breiz
- Yann-Ber Piriou, escriptor i un dels fundadors de la Unió Democràtica Bretona

## Fotos de la vila

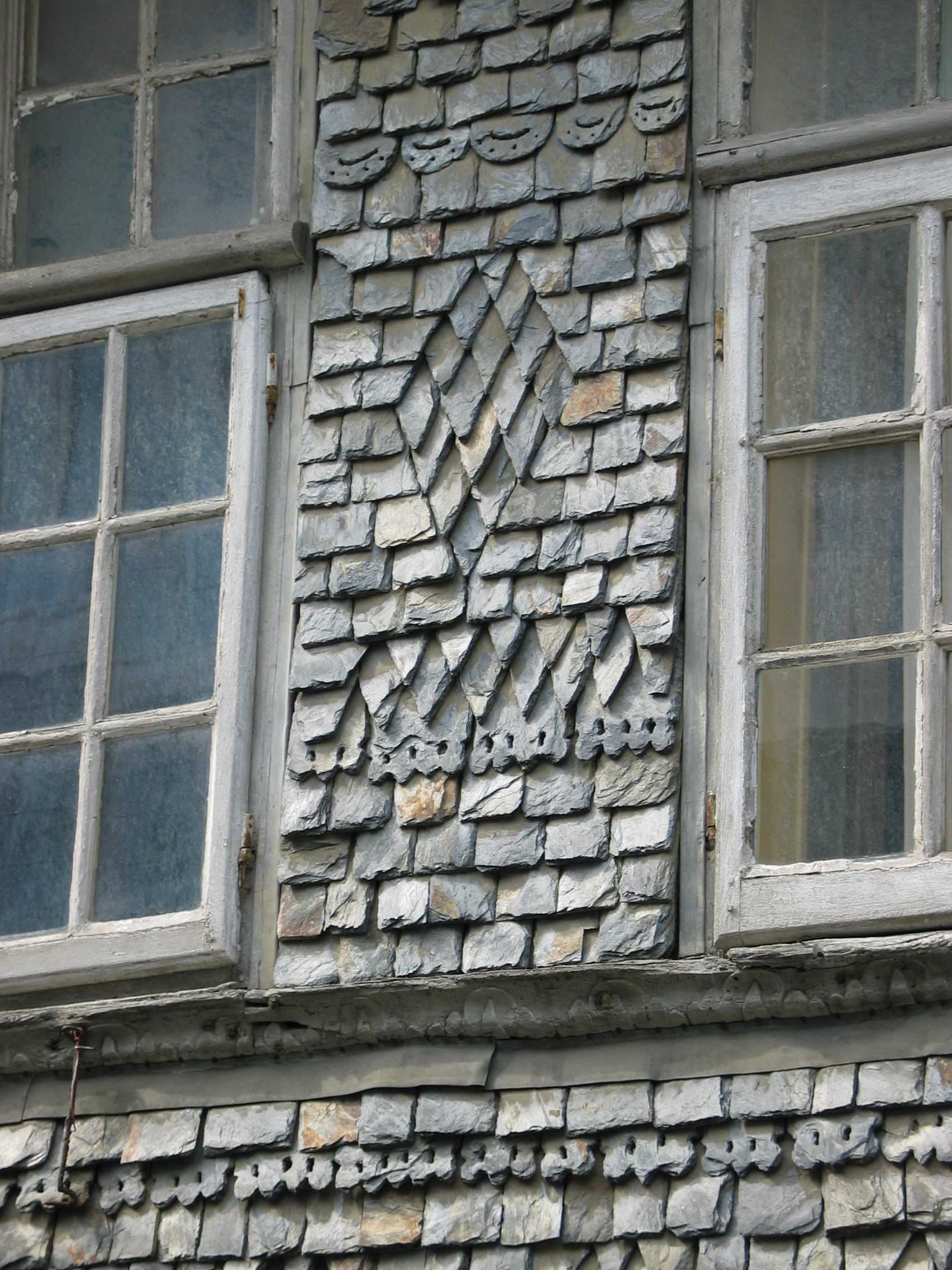
Façana de casa bretona
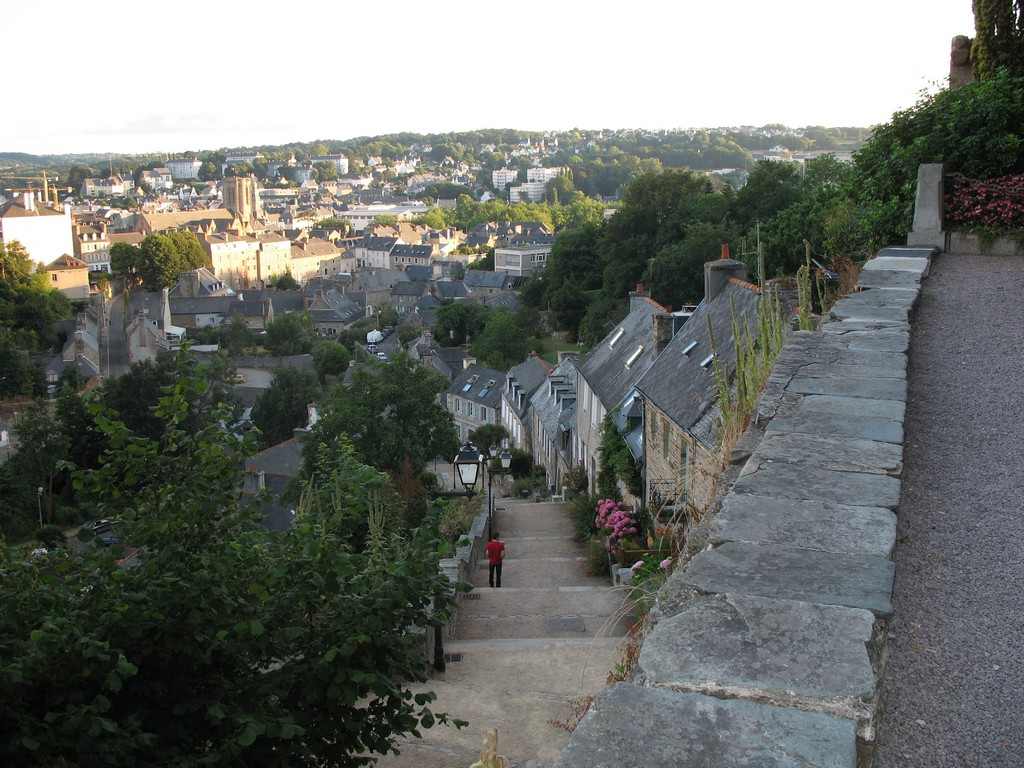
Centre de la vila
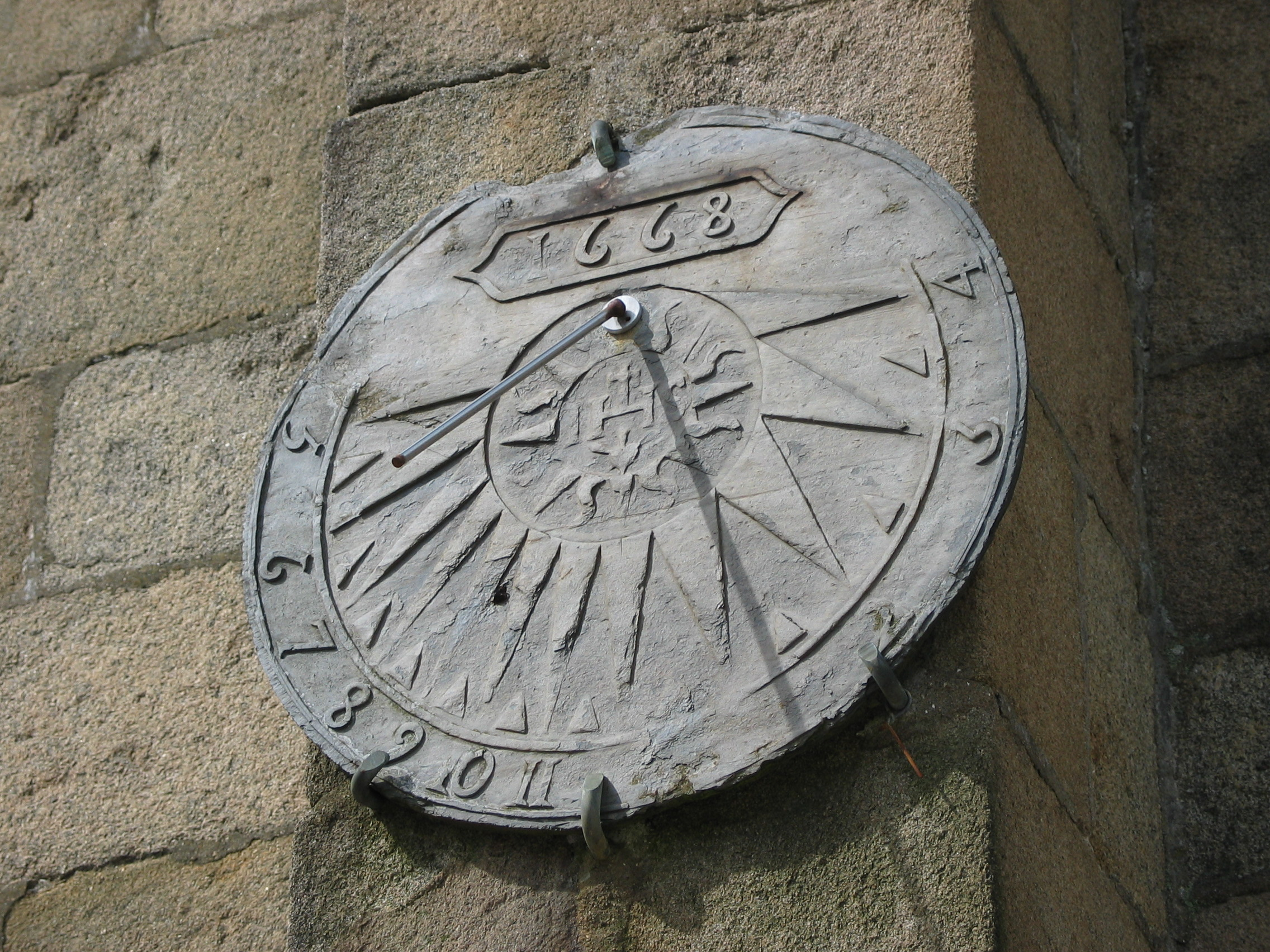
Rellotge de sol a la paret de l'església
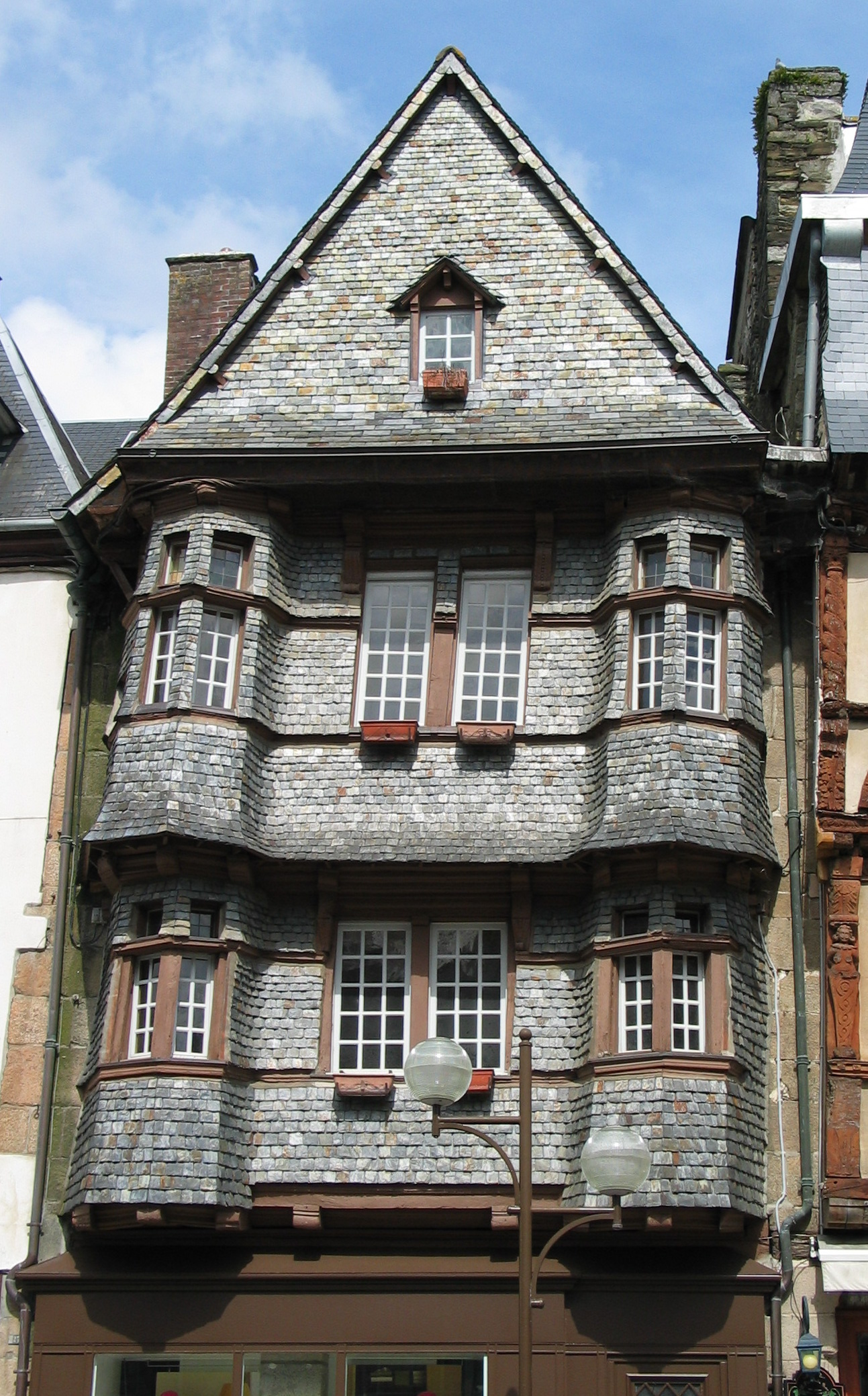
Casa a l'antic estil bretó